# ماريا فون ليندن
ماريا فون ليندن (بالألمانية: Maria von Linden)‏ هي جراثيمية ألمانية، ولدت في 18 يوليو 1869 في Schloss Burgberg ‏ في ألمانيا، وتوفيت في 25 أغسطس 1936 في شان في ليختنشتاين بسبب ذات الرئة.